# Catocala concumbens
Catocala concumbens là một loài bướm đêm thuộc họ Erebidae. Nó được tìm thấy ở miền đông Bắc Mỹ, phía tây ngang qua miền nam half of the Prairie Provinces tới miền đông Alberta.

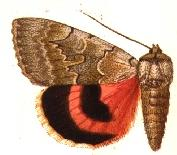
Hình minh hoạ

Sải cánh dài 60–75 mm. Con trưởng thành bay vào tháng 8 làm một đợt tùy theo địa điểm.
Ấu trùng ăn các loài Populus và Salix.